# 藤本昌义
藤本昌义（1958年1月9日—）是一位日本企业家。

## 生平
1958年出生于日本福冈市，1976年3月毕业于福冈县立修猷馆高等学校，1981年3月毕业于东京大学法学部，1981年4月进入日商岩井，2012年8月担任双日美国会社兼美洲机械部门长，2014年10月担任同社理事兼经营企划，2017年6月担任社长一职。